# Харківський інститут кадрів управління
Харківський інститут кадрів управління — приватний вищий навчальний заклад II рівня акредитації, розташований у Харкові.
Харківський інститут кадрів управління проводить освітню діяльність шляхом забезпечення умов для оволодіння системою знань та професійно-практичних вмінь особами, що навчаються.
Організація і проведення навчально процесу здійснюється в кабінетах, аудиторіях та лабораторіях, які обладнанні необхідними наочними посібниками, технічними засобами навчання (макети, стенди, комп'ютери, сканери, принтери, проектори, розмножувальна техніка тощо).

## Історія
Харківський інститут кадрів управління веде свою історію з 27 березня 1958 р., коли наказом Міністерства будівництва Української РСР з метою підготовки, перепідготовки та підвищення кваліфікації робітників, бригадирів, спеціалістів (інженерів) і керівного персоналу для будівельно-монтажного комплексу та промислових підприємств України було утворено спеціалізований навчальний заклад.
У березні 2006 року Харківський інститут кадрів управління продовжив освітню діяльність як самостійна установа.
За роки існування такого навчального комплексу підготовлено, а також пройшли підвищення кваліфікації, перепідготовку та атестацію понад 200 тисяч осіб для різноманітних галузей економіки і сфер діяльності України та країн колишнього СРСР.

## Структура, спеціальності
У складі інституту діє Харківський техніко-економічний коледж, який забезпечує навчання студентів за спеціальностями освітньо-кваліфікаційного рівня «Молодший спеціаліст»: 5.03050401 «Економіка підприємства», 5.03050901 «Бухгалтерський облік», 5.03050702 «Комерційна діяльність», 5.03050201 «Інформаційна діяльність підприємства», 5.07010602 «Обслуговування та ремонт автомобілів та двигунів», 5.05050403 «Контроль якості металів і зварних з'єднань».
Детальна інформація про Харківський техніко-економічний коледж на сайті коледжу: www.ktek.kh.ua та www.m.ktek.kh.ua (мобільна версія сайту).
В інституті діє відділення підвищення кваліфікації, що забезпечує навчання за програмою «Підвищення кваліфікації з питань радіаційної безпеки при роботах з джерелами іонізуючого випромінювання промислового та наукового призначення»

## Керівництво
МИЦА Віктор Павлович
Ректор
Кандидат економічних наук, Відмінник освіти України. Академік Академії будівництва України